# 조반니 안토니오 스코폴리

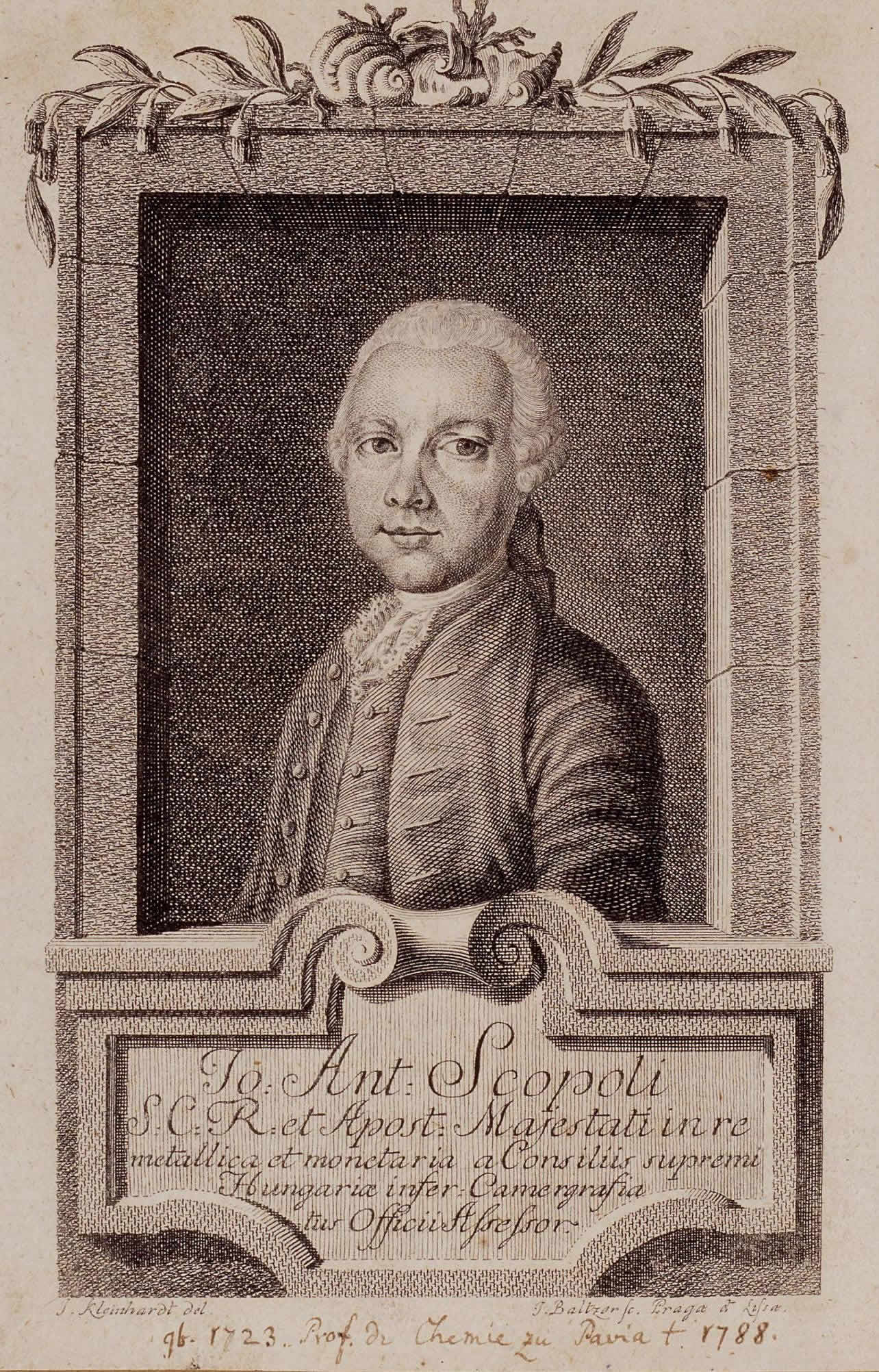
조반니 안토니오 스코폴리

조반니 안토니오 스코폴리(Giovanni Antonio Scopoli, 라틴어: 요하네스 안토니우스 스코폴리우스, Johannes Antonius Scopolius, 1723년 6월 3일 – 1788년 5월 8일)은 이탈리아의 의사이자 박물학자였다. 그의 전기 작가 오토 굴리아(Otto Guglia)는 그를 "최초의 비민족적인 유럽인"이자 "오스트리아 제국의 린네"라고 명명했다.

## 스코폴리가 명명한 일부 분류군
- 쇠기러기
- 꼬마물떼새
- 금눈쇠올빼미
- 바위산제비
- 뒤영벌